# Tornos benjamini
Tornos benjamini là một loài bướm đêm trong họ Geometridae.